# 国務調整室
国務調整室（こくむちょうせいしつ、Office for Government Policy Coordination）は、大韓民国国務総理の国政遂行を補佐する行政機関。

## 職務
国務総理の補佐のために各中央行政機関及び国務総理所属機関に対する指揮・監督、政策の調整、審査評価及び規制改革に関する事項、その他に国務総理が特別指示する事項を管掌する。

## 歴史
- 1973年1月30日 - 行政調整室新設。
- 1998年2月28日 - 国務調整室に改称し、次官級から長官級の官庁となる。
- 2004年4月1日 - 宝くじ委員会事務処設置。
- 2005年7月 - 済州特別自治道推進企画団設置。
- 2008年2月29日 - 政府組織改編により国務総理室に統合される。
- 2013年3月23日 - 政府組織改編により国務総理秘書室と分離。

## 組織

### 幹部
- 室長（長官級）
- 国務1次長（次官級）

企画管理調整官、審査評価調整官、規制改革調整官、調査審議官、済州特別自治道支援委員会事務処の所管業務に関し室長を補佐。
- 国務2次長（次官級）

経済調整官、社会文化調整官、宝くじ委員会事務処の所管業務に関し室長を補佐。

### 下部組織
- 企画管理調整官
  - 総括審議官
  - 政策広報審議官
  - 一般行政審議官
  - 外交安保審議官
- 審査評価調整官
  - 評価政策審議官
  - 自体評価審議官
  - 特定評価審議官
- 経済調整官
  - 財経金融審議官
  - 産業審議官
  - 農水産建設審議官
- 社会文化調整官
  - 社会政策審議官
  - 福祉女性審議官
  - 教育文化審議官
  - 労働審議官
  - 環境政策チーム長
  - 社会保険適用・徴収統合推進企画団
- 規制改革調整官
  - 規制改革1審議官
  - 規制改革2審議官
  - 規制改革企画団（一時組織。団長は規制改革調整官が兼任）
- 調査審議官
- 済州特別自治道支援委員会事務処（一時組織）

### 所属機関
- 宝くじ委員会事務処
- 対外経済政策研究院

## 参考資料
- 「国務調整室とその所属機関職制」

## 関連事項
- 大韓民国の政治